# Hitlerov pozdrav
Nacistički pozdrav, poznat kao Hitlerov pozdrav (njem. Hitlergruß), unutar nacističke stranke nazvan Njemačkim pozdravom (njem. deutscher Gruß), ili jednostavno pozdrav Sieg Heil, gesta koja se koristila kao pozdrav u Njemačkoj pod vlašću Adolfa Hitlera. Pozdrav se izvodi ispruženom desnom rukom iz ramena u visinu. Obično bi osoba koja pozdravlja uzvikivala »Heil Hitler!« (bukv. Živio Hitler), »Heil, mein Führer!« (bukv. Živio, moj vođo!) ili »Sieg Heil!« (bukv. Živjela pobjeda!). Nacistička ga je stranka službeno usvojila 1926., iako se unutar stranke koristio još 1921. kako bi se iskazala poslušnost stranačkom vođi Adolfu Hitleru i veličala njemačka nacija (te kasnije i njemački ratni napor). Pozdrav je bio obavezan za civile, ali neobavezan za vojno osoblje, koje je zadržalo tradicionalni vojni pozdrav sve do neuspjelog pokušaja atentata na Hitlera 20. srpnja 1944. godine.
Upotreba ovog pozdrava je nezakonita u SR Njemačkoj, Austriji i Slovačkoj. Također je zabranjena upotreba bilo kakvih nacističkih izraza povezanim s pozdravom. U Italiji predstavlja kazneno djelo samo ako se koristi s namjerom da se »ponovno uspostavi ukinuta Nacionalna fašistička stranka« ili da se uzdignu ili promiču njezina ideologija ili članovi. U Kanadi i većini Europe (uključujući Češke, Francuske, Nizozemske, Švedske, Švicarske, Ujedinjenog Kraljevstva, Ukrajine i Rusije), pozdrav sam po sebi ne predstavlja kazneno djelo, ali se smatra govorom mržnje ako se koristi za propagiranje nacističke ideologije. Javno izvođenje pozdrava također je nezakonito u australskim državama Tasmaniji i Victoriji.

## Vanjske poveznice
- | Logotip Zajedničkog poslužitelja | Zajednički poslužitelj ima još gradiva o temi Hitlerov pozdrav |